# Салата
Салата е готварско произведение, поднесено обикновено като предястие, приготвено от нарязани и смесени зеленчуци, плодове или зеленчуци и плодове. Името салата идва от френската дума „salade“, която произлиза от латинската „salata“.
Салатите в повечето случаи се поднасят студени (с малки изключения), често се добавят към сандвичи или като гарнитура към основни ястия.
В някои видове салати могат да бъдат добавени месо, морски дарове, колбас, сирене, яйца и други.
Най-често салатите биват заливани с маслинено или слънчогледово олио, смесени с оцет (сос винегрет) и добавена готварска сол. В някои страни добавят сметана.
Често се добавят хлебни късчета, изпържени в масло, които се наричат крутони.
Салати могат да се поднасят освен като предястие, така и като десерт във вид на „плодова салата“.
Салатите могат да бъдат смесвани в най-причудливи варианти, например яйца с майонеза и скариди или яйца с пиле, риба тон, скариди, и шунка.
В Източна Европа особено известна е руска салата с майонеза и руска салата с червено цвекло.
В много случаи се поднасят с дресинг.